# Liberal-Demokratische Partei Basel-Stadt
De Liberal-Demokratische Partei Basel-Stadt (Nederlands: Liberaal-Democratische Partij van Bazel-Stad, PLD) is een politieke partij in het Zwitserse kanton Bazel-Stad. 
Tot 2008 behoorde de LDP tot de Liberale Partij van Zwitserland (LPS), maar de LDP besloot als de enige kantonspartij van de LPS om niet mee te gaan in de fusie met de Vrijzinnig Democratische Partij in 2009.
De LDP behartigt voornamelijk de belangen van de rijke burgerij en het oude patriciaat (Daig) in Bazel-Stad. De partij is met twee persoonen, mevr. Patricia von Falkenstein en Christoph Eymann, vertegenwoordigd in de Regeringsraad van Bazel-Stad (die zeven leden telt). In de Grote Raad van Bazel-Stad (parlement) heeft de LDP 10 zetels (2016).  

## Verkiezingsresultaten
| Jaar | Zetels |
| ---- | ------ |
| 2000 | 16     |
| 2004 | 12     |
| 2008 | 9      |
| 2012 | 10     |
| 2016 | 14     |